# Waverly (Nebraska)
Waverly je grad u američkoj saveznoj državi Nebraska. Prema popisu stanovništva iz 2010. u njemu je živjelo 3,277 stanovnika.